# Miguel López de la Serna
Fray Miguel López de la Serna fue un fraile franciscano y obispo de Rubicón y de las islas de Canarias de 1486 a 1490.

## Biografía
Fray Miguel López de la Serna nació en Trijueque (Guadalajara) a principios del siglo XV, profesando en la orden de san Francisco. Sucedió en la silla episcopal de las islas Canarias a Juan de Frías en 1486, cuando la sede del obispado ya se había trasladado a Las Palmas de Gran Canaria desde Lanzarote. Al igual que el obispo Juan de Frías, se enfrentó a los gobernadores de las islas que contraviniendo las leyes esclavizaban a la población autóctona.
Especial relevancia tuvieron los hechos de 1488, cuando el gobernador de Gran Canaria Pedro de Vera ocupó la isla de La Gomera tras el levantamiento indígena por los abusos de Hernán Peraza el Joven, hijo de los señores de Canarias Diego de Herrera e Inés Peraza. Según las crónicas, el gobernador ordenó una matanza indiscriminada de culpables e inocentes, esclavizando a los supervivientes.
El obispo López de la Serna, horrorizado por estos hechos, recriminó la conducta de Pedro de Vera, advirtiéndole para que no llevara a cabo la venta de niños gomeros, bajo amenaza de excomunión y denuncia a los Reyes Católicos. La respuesta del gobernador no se hizo esperar, amenazándole a su vez: «Mucho os desmandáis contra mí. Callad, que os haré poner un casco ardiendo sobre la corona, si mucho habláis».
Por ello, fray Miguel abandonó Canarias en dirección a la Corte, donde consiguió que el 22 de enero de 1490 los Reyes firmaran una orden en la que se mandaba a las justicias de Palos de la Frontera «que se tornase el dinero satisfecho por cuatro personas a Juan Alonso Cota, en pago de ciertos canarios gomeros, porque les habían sido tomados por mandato de los Reyes y por el obispo de Canaria, por ser libres y horros». En agosto del mismo año, los reyes nombraron una comisión regia con los obispos de Canaria y de Málaga, a la sazón Pedro Díaz de Toledo y Ovalle, para liberar a los gomeros de la esclavitud: «recojáis en vos todos los canarios y canarias de las isla de La Gomera que hallaréis en poder de cualesquier personas... por vuestra propia autoridad vos o quien vuestro poder hubiere y los pongáis en libertad en poder de personas que los críen e doctrinen y tengan por libres y los den lo que hubiere menester...». Y poco antes de morir, consiguió una orden de libertad a favor del gomero Juan de la Gomera. Gracias a sus denuncias ante los Reyes Católicos, doscientos gomeros fueron liberados hasta septiembre de 1491, en 117 expedientes que se conservan en el Archivo General de Simancas.
López de la Serna murió en Córdoba en 11 de octubre de 1490, siendo enterrado en la iglesia parroquial de Nuestra Señora de la Asunción de Trijueque, su localidad natal. Su hermano, el arcediano de La Palma, mandó labrar una lauda sepulcral en alabastro para su tumba, que se encuentra actualmente en el Museo Diocesano de Sigüenza.
La obra de fray Miguel López de la Serna a favor de los derechos del pueblo indígena canario quedó desdibujada con el paso de los años, hasta el punto de atribuirse al obispo Juan de Frías las gestiones realizadas posterior a su muerte en 1485. Incluso en su pueblo natal, la figura del obispo pasó rápidamente al olvido. En fechas tan cercanas como 1580, en Trijueque se desconocía que fray Miguel fuese natural del pueblo ya que en las respuesta a la pregunta 33 de las Relaciones Topográficas de Felipe II «Las personas señaladas en letras, armas, y en otras cosas qua haya en el dicho pueblo, o que hayan nacido y salido del, con lo que se supiere de sus hechos y dichos señalados» respondieron «no tener nada que declarar», aunque sí sabían que en la iglesia parroquial de la localidad había «una Capilla que se dice S. Juan Bautista, la qual fundó Fr. Miguel Lopez de la Serna, Obispo de Canarias, y la dotó su hermano el arcediano de la Palma, los quales están enterrados en la dicha Capilla y tienen su Capellan». Ese desconocimiento perduró en el tiempo, ya que, en 1916, Ricardo de Orueta y Duarte, al hablar de la lauda sepulcral de la parroquial de Trijueque afirmaba «Parece ser que se conserva la tradición en el pueblo de que, pasando por allí este obispo, cayó enfermo y murió a los pocos días, siendo enterrado en la iglesia».